# Lluís Maria Xirinacs i Damians

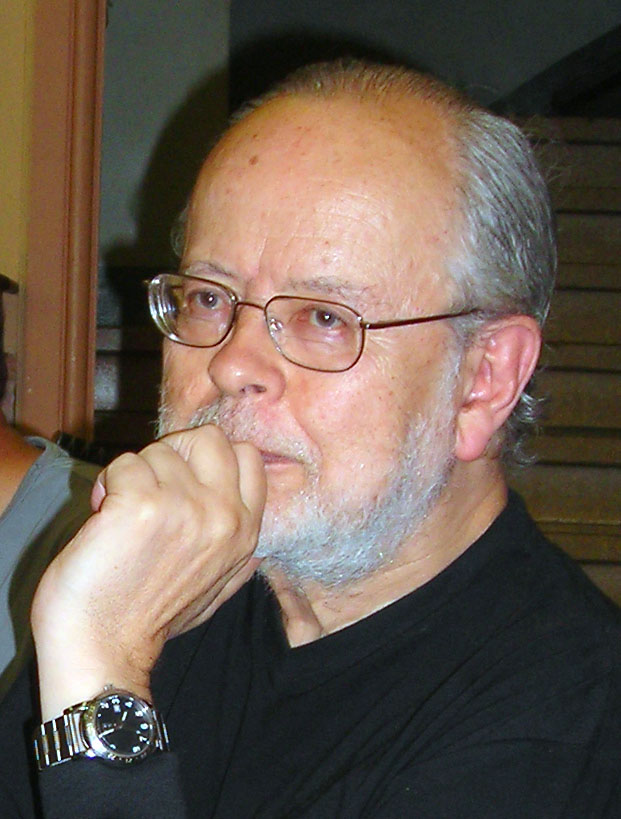
Lluís Maria Xirinacs

Lluís Maria Xirinacs i Damians (* 6. August 1932 in Barcelona; † 11. August 2007 in Ogassa, Ripollès) war ein katalanischer Senator, Priester und Unabhängigkeitsaktivist.

## Biografie
1955 wurde Xirinacs Priester. Mit 34 Jahren begann er gegen die Verbindungen zwischen Kirche und Staat anzukämpfen. In den sechziger Jahren, zu Zeiten der Diktatur Francos (1939–1975) in Spanien, gab er den Anstoß zur Gründung einer „Versammlung Kataloniens“ (Assamblea de Catalunya) unter Ausübung von Hungerstreiks. Daraufhin wurde er 1972 und zwischen 1974 und 1975 zu Gefängnishaft verurteilt.
Ab 1975 war er Wegbereiter verschiedener katalanischer Initiativen. Nachdem er über ein Jahr und neun Monate, zwölf Stunden täglich eine demonstrative Standwache vor dem Gefängnis „Model“ in Barcelona hielt, wurde ein Amnestie-Gesetz für katalanische Gefangene durchgesetzt. Für seinen politischen Lebensweg und seine pazifistischen Aktionen für die Verteidigung der Unabhängigkeit Kataloniens von Spanien erhielt er viel Anerkennung.
Mit einer Mehrheit von mehr als einer halben Million Wählerstimmen wurde er 1977 Senator für Barcelona. In diesem und dem folgenden Jahr näherte er sich der revolutionären katalanischen Unabhängigkeitsbewegung an. 1980 leitet er die Kandidatur für den „Linken Block der Nationalen Befreiung“ (BEAN), zu den ersten Wahlen des katalanischen Parlaments seit dem Franquismus.
Ab 1980 verließ Xirinacs die aktive Politik, um an seiner politischen Thematik zu arbeiten. 1990 verließ er sein Priesteramt, ohne seinen christlichen Glauben und dessen Wurzeln zu verlieren, nach den jahrzehntelangen Unstimmigkeiten zwischen seinem Weg und dem der offiziellen katholischen Kirche. 1997 wurde er Doktor der Philosophie. Um die Unabhängigkeit der katalanischen Länder zu fördern, trat er auf dem Rathausplatz von Barcelona, dem Plaça Sant Jaume, in einen Hungerstreik.
2004 wurde er vom nationalen Gerichtshof Spaniens für eine Ansprache am 11. September 2002, in der er sich als Freund der ETA und Batasuna bekannte (um sein Verständnis für deren politische Hintergründe auszudrücken), zu zwei Jahren Haft verurteilt. Aus gesundheitlichen Gründen wurde er vorzeitig entlassen.

## Tod
Am 11. August 2007 fand man seinen Leichnam in einem Waldstück bei Ripollès. Xirinacs wählte den Freitod und wollte seine letzten Tage „in seiner Einsamkeit und seiner Stille“ verbringen.
Er hinterließ ein Testament (datiert auf den 6. August 2007), in dem er seinen Tod als „Akt der Souveränität“ beschreibt und in dem er erinnert, 75 Jahre in besetzten, unterdrückten katalanischen Ländern gelebt zu haben (besetzt von den spanischen, französischen und italienischen Staaten). Weiter wirft er der katalanischen politischen Führung Feigheit in Bezug auf den katalanischen Nationalismus vor.

## Testament
Testament in katalanischer Sprache

ACTE DE SOBIRANIA

   He viscut esclau setanta-cinc anys/

   en uns Països Catalans/

   ocupats per Espanya, per França (i per Itàlia)/

   des de fa segles./

   He viscut lluitant contra aquesta esclavitud/

   tots els anys de la meva vida adulta./

   Una nació esclava, com un individu esclau,/

   és una vergonya de la humanitat i de l’univers./

   Però una nació mai no serà lliure/

   si els seus fills no volen arriscar/

   llur vida en el seu alliberament i defensa./

   Amics, accepteu-me/

   aquest final absolut victoriós/

   de la meva contesa,/

   per contrapuntar la covardia/

   dels nostres líders, massificadors del poble./

   Avui la meva nació/

   esdevé sobirana absoluta en mi./

   Ells han perdut un esclau./

   ella és una mica més lliure,/

   perquè jo sóc en vosaltres, amics!

Lluís M. Xirinacs i Damians

Barcelona, 6 d’agost de 2007

Quelle: Centre d’Estudis Joan Bardina
Testament in englischer Übersetzung

ACT OF SOVEREIGNITY

   I lived as a slave for 75 years/

   in a Catalan Countries/

   occupied by Spain, by France (and by Italy)/

   for several centuries./

   I lived fighting against this slavery/

   during all the years of my adult life./

   A slave nation, as a slave individual,/

   is a shame for the humanity and the universe./

   But a nation will never be free/

   if their children do not want to risk/

   their lives for her freedom and defense./

   My friends, accept me/

   this absolutely victorious end/

   of my contest,/

   in order to contrast it to the cowardice/

   of our leaders, massifiers of the people./

   Today, my nation/

   becomes absolutely sovereign in me./

   They have lost a slave,/

   She is a bit more free,/

   because I am in you, my friends!

Lluís M. Xirinacs i Damians

Barcelona, August 6, 2007